# Offerdier

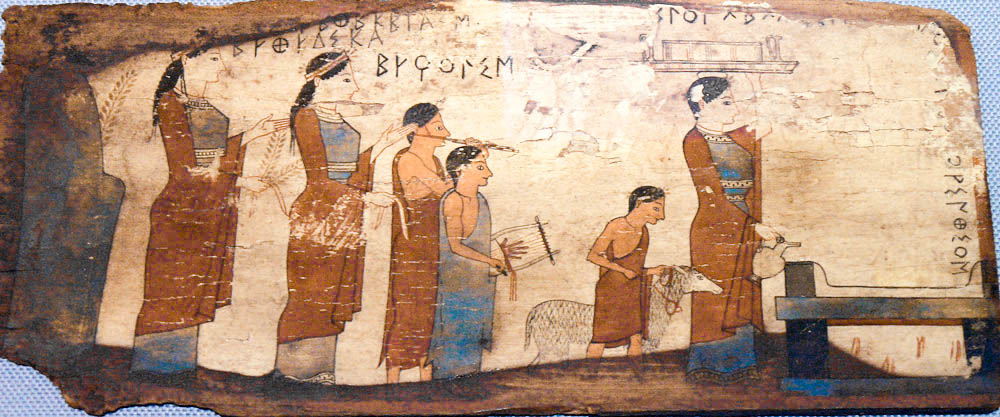
Het offeren van een schaap.

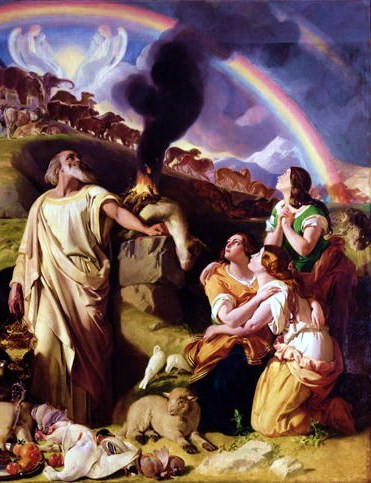
Het offer van Noach, 1847-1853

Een offerdier is een dier dat door de mens aan God, een god, godin, of goden, maar ook aan andere machten of heilige wezens geofferd werd (of wordt) in het geloof dat het deze zou behagen of dat het de toekomst gunstig zou doen verlopen. Zo'n offer kan ook aangeboden worden aan halfgoden, engelen, profeten of heiligen. In dat geval kan het offer henzelf eren of de goden die hen gezonden hebben; het onderscheid is lang niet altijd duidelijk.
Het offeren houdt in het ritueel slachten en geheel of gedeeltelijk verbranden (brandoffer). Eventueel worden geselecteerde delen apart gehouden voor consumptie. Die zijn dan voor de eigenaar van het dier, of ook deels voor een religieus functionaris, of worden verdeeld onder de betrokken gelovigen in het algemeen. Hetgeen verbrand wordt wordt geacht daarmee aan de god(en) te zijn gegeven.
Volgens Deuteronomium 18:3 moesten bijvoorbeeld bij het slachten van een rund of schaap de schouder, de wangen en de maag aan de priesters worden gegeven. Hiervan moesten ze leven, want ze hadden geen land.

## Soorten offers
Het offeren van dieren was in de oudheid een wijd verspreid verschijnsel. Het is een van de vele vormen van offers, naast bijvoorbeeld graan- en andere spijsoffers en plengoffers (waarbij bijvoorbeeld water, olie, wijn of het bloed van offerdieren werd geofferd). Verder onder andere reukoffers waarbij kruiden en specerijen verbrand werden, offers van sieraden en mensenoffers.

## Geofferde dieren
De dieren die geofferd werden of nog worden variëren van duiven, hanen, ossen, stieren, geiten, schapen, tonijn (door de oude Grieken) tot paarden. Nutsdieren en eetbare dieren zijn veruit het meest gebruikelijk.

## Culturen
In vele religies en culturen werden offers gepleegd. Tot de samenlevingen die dergelijke offers kenden, behoren de joodse, oud-Griekse, de oude Romeinse en Etruskische, de oude Azteekse, en christelijke, de islamitische en nog vele andere.

### Jodendom en christendom
In het Nieuwe Testament wordt het offeren van dieren genoemd, bijvoorbeeld bij de ouders van Jezus die twee duiven offerden. Dit past in de Joodse traditie; uit het Bijbelboek Genesis blijkt dat het bij de Joden gebruikelijk was om een koe, geit, duif of ram te offeren aan God. Daar en elders in de Bijbel worden zowel jaarlijkse offers beschreven, om zegen te vragen voor het komende jaar of de oogst, als gelegenheidsoffers om een gunstig verloop van een zwangerschap, onderneming of veldtocht af te smeken. Daarnaast waren er zoenoffers (reinigingsoffers) en zondoffers die als boetedoening golden voor begane zonden; deze konden voor een individu of groep gelden, of zelfs voor alle Joden.

#### De zondebok
In Leviticus 16 wordt beschreven hoe Mozes, in opdracht van God, zijn broer, de hogepriester Aäron instrueert over het jaarlijkse reinigingsoffer voor het hele volk. Na eerst zichzelf en zijn familie gereinigd te hebben door het slachten van een stier, brengt de hogepriester een reukoffer en plengt druppels van het bloed van de stier op en voor het altaar, waarbij de wolk van het reukoffer hem het zicht beneemt op de allerheiligste delen van het heiligdom, zodat de aanblik daarvan hem niet zal doden. Daarna neemt de hogepriester twee geitenbokken in ontvangst die door het volk uitgezocht zijn en bepaalt door loting welke bok aan God geofferd zal worden en welke voor Azazel is. Die voor God wordt geslacht en ook zijn bloed wordt geplengd. Het overgebleven dier is de zondebok. Met zijn handen op diens kop somt de hogepriester de wandaden van het volk op en laadt aldus hun zonden op dit dier. Dat wordt door een man de woestijn in gestuurd. De resten van de andere dieren worden door een andere man buiten de nederzetting verbrand. Beiden moeten zichzelf en hun kleding wassen voor ze weer contact mogen hebben met mensen. De term zondebok komt overigens in de Bijbel niet voor, die is van latere datum. Opvallend is dat Johannes de Doper aan Jezus de functie van zondebok lijkt toe te schrijven, hier echter vervuld door een lam: ‘Daar is het lam van God, dat de zonde van de wereld wegneemt’.

### Hindoeïsme en boeddhisme
Hoewel het offeren van geiten of schapen gebruikelijk was in het hindoeïsme van zijn tijd, keerde Boeddha zich tegen het offeren van dieren, omdat hij van mening was dat alle levende wezens ons mededogen verdienen.

### Arabië en islam
In het pre-islamitische Arabische schiereiland werden dierenoffers gebracht aan verschillende goden. Na de komst van Mohammed offerden moslims voortaan aan God.
Ieder jaar worden bij het Offerfeest offerdieren geslacht, zoals o.a. gesteld in soera De Bedevaart 28. Deze geslachte dieren zijn bedoeld voor menselijke consumptie. De dieren dienen halal te zijn, waarbij het meestal gaat om geiten, schapen, rammen, koeien en kamelen, waarbij het beste dier wordt uitgezocht.
In de Koran wordt gesteld in soera De Overvloedigheid 2:
Zo verricht een salat voor uw Heer en slacht offers.
Toen Mohammed eens gevraagd werd wat offeren is antwoordde hij: Het is de soenna van je vader Ibrahim. Daarnaast stelde hij: De persoon die offert met een gewillig hart en met de intentie beloning te verkrijgen, dat offer zal hem beschutten tegen de vuren van de hel op de Dag des oordeels.
Op de zevende dag na de geboorte van een kind wordt een offerdier geslacht, bekend als aqeeqa, om toenadering tot God te zoeken en om dankbaarheid aan hem te tonen voor de gunst van het kind. Islamitische geleerden verschillen van mening of de aqeeqa verplicht is of soenna. De meesten gaan ervan uit dat het een sterk aanbevolen soenna is.